# Златка фисташковая
Златка плодовая, или фисташковая (лат. Capnodis cariosa), — вид жуков из рода Capnodis подсемейства Chrysochroinae.

## Описание

### Имаго

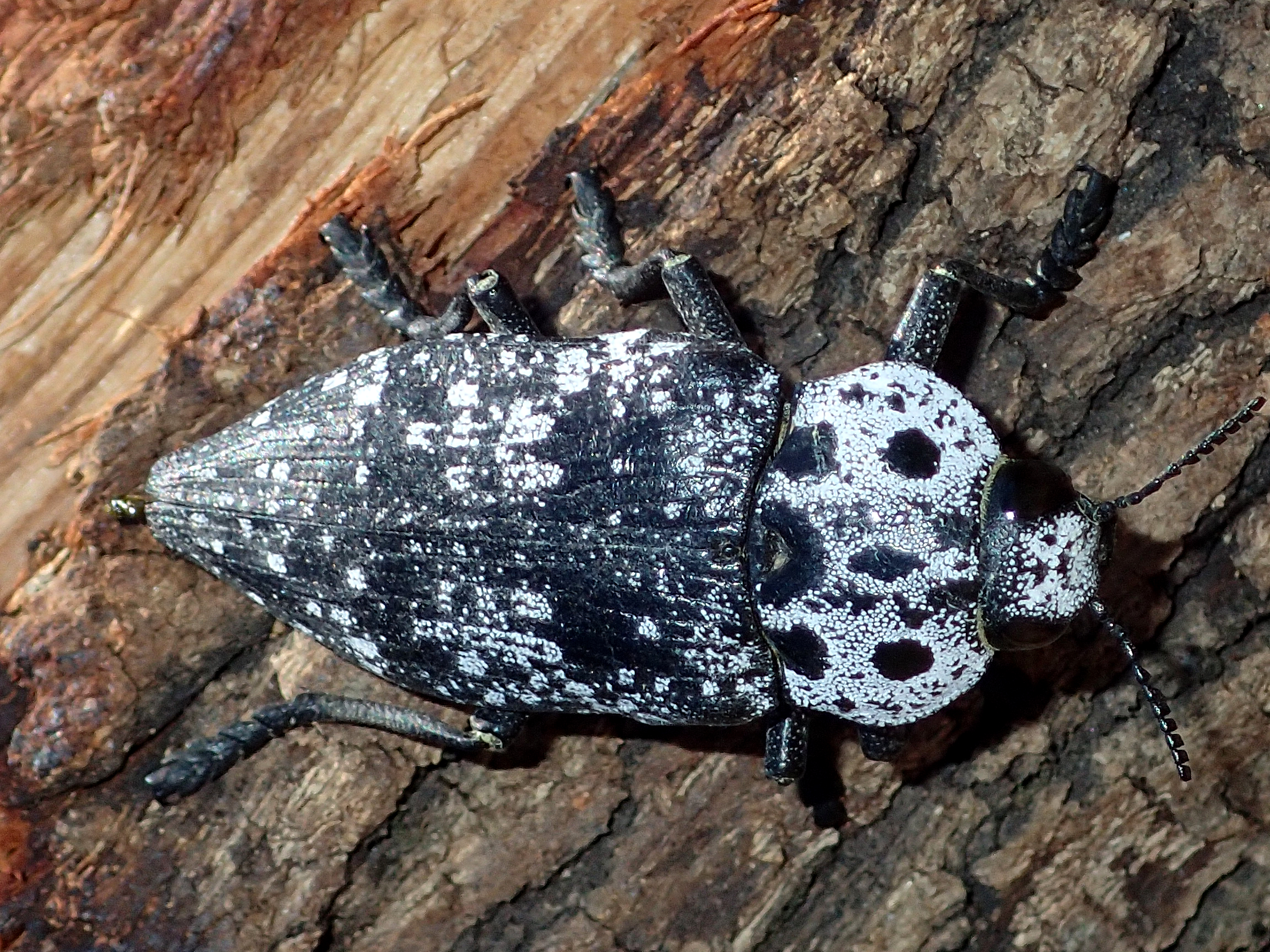

Длина тела 22—38 мм. Окраска тела однотонная чёрная. Лоб слабо продольно вдавлен. Усики довольно длинные, достигают передних тазиков. Переднеспинка поперечная, немного шире надкрылий, лишена вдавлений, покрыта точками. Точки обычно покрыты восковым налётом, из-за чего пунктированные места верхней стороны тела выглядят белыми. Лоб плоский, покрытый грубой неравномерной пунктировкой. Надкрылья в 1,8 раза длиннее ширины, имеют слабо оттянутые вершины и почти равномерно углубленные выраженные точечные ряда и мелкие пунктированные пятна. Нижняя сторона тела относительно равномерно покрыта немногочисленными точками. У самцов анальный стернит с приподнятыми боковыми краями, а у самок — узко закруглен на вершине. Личинка фисташковой златки с уплощенным желтовато-белым телом с более темными щитами на переднегруди и редкими короткими волосками по бокам

### Преимагинальные стадии
Яйцо белого цвета, эллиптической формы, около 1,2 мм в длину.
Личинка концу развития длиной до 70 мм, безногая, желтовато-белого цвета. Её голова с сильно склеротизованным передним краем, до которого втянута в переднегрудь. На внешней поверхности верхней губи вдоль переднего края — имеется зона шипиков. Переднегрудь в 1,3 раза больше в ширину, чем в длину, имеет продольные серединные склеротизированные бороздки. Куколка желтовато-белая, с заметными ногами, крыльями и усиками.

## Ареал
Широко распространенный вид, ареал которого сокращается. Ареал включает Грузию, Армению, Азербайджан, Италию (и лежащие восточнее средиземноморские территории), на севере доходит до Болгарии, а также Турцию, Сирию, Иран, Ирак и Израиль. В России известен из Дагестана, Чечни, Краснодарского края и Ставропольского края.

## Экология
Лёт жуков приходится на май-июнь. Наибольшая активность жуков отмечается в яркие солнечные дни. Жуки очень осторожны и при опасности перебегают на противоположную сторону ветки либо падают на землю. Самки откладывают яйца в почве на корневую шейку растений. Самка способно отложить от 50-100 яиц до 1000 штук (на юге ареала). Личинка находит корни кормовых деревьев по запаху. Затем внедряется в корни и прокладывает внутри древесины характерные ходы. Длительность развития личинок в умеренном климате длится два года. Личинки зимуют внутри своих ходов. Достигнув последней стадии развития, личинка готовит камеру для окукливания. Последняя зимовка личинки проходит в этой камере. Стадия куколки не превышает десяти дней. В южных районах ареала жуки выходят из куколок ещё осенью и зимуют либо в камерах либо в лесной подстилке.

## Хозяйственное значение
Вид на стадии личинки и имаго может вредить саженцам и молодым плодовым деревьям. Жуки грызут кору молодых веток, черешки листьев, могут выгрызать почки у плодовых деревьев, предпочитая косточковые. Повреждает вишню, сливу, абрикос, миндаль и другие косточковые породы. При отсутствии плодовых деревьев заселяет корни ивы, тополя, скумпии, тёрна и других дикорастущих пород. Экономическое значение данного вида, как вредителя наиболее велико в южных регионах с засушливым климатом, особенно в Восточной Грузии, Армении и Азербайджане.
Для борьбы в период яйцекладки проводят поливы садов, что вызывает гибель большинства отложенных яиц. На участках приусадебных садов рекомендуется стряхивание жуков с деревьев с последующим сбором и уничтожением. Химический способ борьбы заключается в опрыскивании крон и почвы под деревьями пиретроидами, фосфорорганическими соединениями, неоникотиноидами.